# Papuagrion carcharodon
Papuagrion carcharodon là một loài chuồn chuồn kim trong họ Coenagrionidae.
Papuagrion carcharodon được miêu tả khoa học năm 2007 bởi Michalski & Oppel.